# Sépultures de Walkington Wold
Les sépultures de Walkington Wold sont les squelettes de treize individus découverts près d'un tumulus de l'âge du bronze situé dans le Yorkshire de l'Est, en Angleterre. Ce tertre est utilisé à l'époque anglo-saxonne comme lieu d'exécution et d'inhumation de condamnés à mort.

## Étude

### Découverte et premières hypothèses
Le tumulus de Walkington Wold est situé à 2 km à l'ouest du village de Walkington, dans le Yorkshire de l'Est. Les fouilles menées par les archéologues Rod Mackey et John Bartlett entre 1967 et 1969 permettent d'y découvrir douze squelettes, dont dix dépourvus de crânes. Onze crânes sont retrouvés à d'autres endroits du site, la majorité privés de mandibule. Les sépultures ne suivent aucun plan, les corps ayant apparemment été déposés de manière aléatoire, sauf trois d'entre eux, enterrés ensemble. L'identité des défunts fait l'objet de plusieurs hypothèses : condamnés à mort anglo-saxons, victimes d'un massacre de la période du Bas-Empire ou même de chasseurs de têtes celtes.

### Nouvelles analyses
En 2007, les archéologues Jo Buckberry et Dawn Hadley procèdent à de nouvelles analyses sur les squelettes de Walkington Wold. Elles découvrent qu'ils représentent en réalité les restes de treize individus, tous âgés entre 18 et 45 ans. Huit sont identifiés avec certitude comme des hommes et aucun avec certitude comme une femme. D'après la datation par le carbone 14, ils ont vécu entre le milieu du VIIe siècle et le début du XIe siècle. Cette datation montre également que la « triple sépulture » correspond en réalité à trois sépultures distinctes au même endroit.
L'examen des squelettes permet de déterminer que les individus ont été exécutés par décapitation, avec plusieurs coups nécessaires dans l'un des cas. Faute de documentation écrite, il est impossible de connaître les crimes commis par les condamnés. Après leur exécution, leurs têtes sont vraisemblablement fichées sur des piques à des fins dissuasives, une pratique attestée par ailleurs dans l'Angleterre anglo-saxonne. Le tumulus, qui surplombe une route, constitue un endroit particulièrement approprié pour ce type de démonstration. L'absence de mandibule sur la plupart des crânes tendrait à indiquer que les mâchoires se sont détachées au cours de leur décomposition.

## Signification
Parmi les cimetières d'exécution anglo-saxons connus, celui de Walkington Wold est le plus au nord. Il prouve que l'usage de ces cimetières s'étale sur une période de plusieurs siècles et débute bien avant leur première mention dans les sources écrites, au Xe siècle. Il indique également que les exécutions tendent à concerner davantage les hommes que les femmes durant cette période. Enfin, il illustre une certaine continuité des pratiques judiciaires malgré les invasions vikings et la colonisation de la région.
Le choix du tumulus comme site d'exécution s'inscrit dans la tendance anglo-saxonne à réemployer des monuments préhistoriques pour d'autres usages. Il témoigne d'une volonté d'exclure les condamnés de la communauté, communauté dont ils se sont eux-mêmes exclus par leurs crimes, en les reléguant dans des lieux qui sont considérés comme peuplés de dragons, gobelins et autres créatures fantastiques.
Rod Mackey rapporte que le tumulus est appelé à une époque Hell's Gate, « la porte de l'enfer », par les habitants du cru, ce qui suggère que la mémoire collective locale a gardé le souvenir de son utilisation pour des condamnations à mort.